# Christian van den Canel
Christian van den Canel (* 14. Jahrhundert; † um 1401 in Aachen) war Schöffe und Bürgermeister der Reichsstadt Aachen.

## Leben und Wirken
Christian van den Canel wurde erstmals 1382 urkundlich als Mitglied des Schöffenkollegiums erwähnt. Im Jahre 1385 gehörte van den Canel als Vertreter Aachens zusammen mit den befreundeten Truppen des Landfriedensbündnis Maas-Rhein zu den Belagerern der Burg Reifferscheid. Man warf Johann V. von Reifferscheid zahlreiche Raubzüge in der näheren und weiteren Umgebung und Bruch des Landfriedens vor. Die Belagerung selbst blieb anfangs erfolglos und die Allianztruppen rückten nach drei Monaten unverrichteter Dinge wieder ab. Dennoch konnte der Landfriedensbund Johann V. von Reifferscheid zu einem achtjährigen Friedensvertrag verpflichten. Schließlich wurde van den Canel in den Jahren 1387, 1389 und 1392 zum Bürgermeister der Freien Reichsstadt Aachen gewählt.
Um 1401 verstarb van den Canel und hinterließ seiner Familie zahlreiche Ländereien und Gebäude. Er war verheiratet mit Nese, der Tochter des Alt-Bürgermeisters Arnold Volmer und hatte mit ihr mehrere Kinder.